# Flotjärnen (Hammerdals socken, Jämtland)
Flotjärnen är en sjö i Strömsunds kommun i Jämtland och ingår i Ångermanälvens huvudavrinningsområde.